# Сивата сова
Арчибалд Билейни (18 септември 1888 – 13 април 1938 г.), известен като Сивата сова (на английски: Grey Owl), е канадски природозащитник, писател, трапер, ловец, роден във Великобритания, починал в Канада.
Представя се като индианец от Първите нации. Добива слава като природозащитник, но след смъртта му разкритието, че не е от коренното население, заедно с други автобиографични измислици, се отразява негативно на репутацията му.
Билейни е известен автор и лектор, предимно по екологични проблеми. Работи с филиала на националните паркове.
През 1931 г. е назначен като пазител на парковите животни в Националния парк „Ридинг Маунтън“ в провинция Манитоба. Чрез многобройните му статии, книги, филми и лекции възгледите му за опазване на околната среда достигат до хората отвъд границите на Канада. Тези негови възгледи се фокусират върху отрицателното въздействие на хората върху природата чрез комерсиализиране на природните ресурси за печалба и върху необходимостта хората да развият уважение към природата.
Сивата сова става обект на много филми. В родното му място им паметна плоча за него. Създадени са негови биографии и филм за живота му на режисьора Ричард Атънбъро от 1999 г.